# Croatia Open Umag 1998 - Qualificazioni singolare
Le qualificazioni del singolare  del Croatia Open Umag 1998 sono state un torneo di tennis preliminare per accedere alla fase finale della manifestazione. I vincitori dell'ultimo turno sono entrati di diritto nel tabellone principale. In caso di ritiro di uno o più giocatori aventi diritto a questi sono subentrati i lucky loser, ossia i giocatori che hanno perso nell'ultimo turno ma che avevano una classifica più alta rispetto agli altri partecipanti che avevano comunque perso nel turno finale.
Le qualificazioni del torneo Croatia Open Umag 1998 prevedevano 32 partecipanti di cui 4 sono entrati nel tabellone principale.

## Teste di serie
1. David Rikl (primo turno)
2. David Caballero Garcia (primo turno)
3. Roberto Carretero-Diaz (ultimo turno)
4. Tomáš Catar (Qualificato)

1. Stefano Cobolli (Qualificato)
2. German Puentes-Alcaniz (secondo turno)
3. Gilbert Schaller (ultimo turno)
4. Sergi Duran-Bernad (secondo turno)

## Qualificati
1. Libor Němeček
2. Borut Urh

1. Stefano Cobolli
2. Tomáš Catar

## Tabellone

### Legenda
| - Q = Qualificato - WC = Wild card - LL = Lucky loser | - ALT = Alternate - SE = Special Exempt - PR = Protected Ranking | - w/o = Walkover - r = Ritirato - d = Squalificato |

### Sezione 1
|  | Primo turno   | Primo turno      | Primo turno   | Primo turno | Primo turno |  |  | Secondo turno | Secondo turno    | Secondo turno    | Secondo turno    | Secondo turno |   |   | Ultimo turno | Ultimo turno  | Ultimo turno | Ultimo turno | Ultimo turno |  |
|  |               |                  |               |             |             |  |  |               |                  |                  |                  |               |   |   |              |               |              |              |              |  |
|  |               | Libor Němeček    | Libor Němeček | 7           | 6           |  |  |               |                  |                  |                  |               |   |   |              |               |              |              |              |  |
|  | 1             | David Rikl       | David Rikl    | 5           | 2           |  |  | Libor Němeček | Libor Němeček    | Libor Němeček    | 6                | 6             |   |   |              |               |              |              |              |  |
|  | Ivan Cinkus   | Ivan Cinkus      | Ivan Cinkus   | 7           | 7           |  |  | Ivan Cinkus   | Ivan Cinkus      | Ivan Cinkus      | 2                | 4             |   |   |              |               |              |              |              |  |
|  | Ivo Karlović  | Ivo Karlović     | Ivo Karlović  | 6           | 5           |  |  |               |                  |                  |                  |               |   |   |              | Libor Němeček | 6            | 6            | 6            |  |
|  | Tomáš Krupa   | Tomáš Krupa      | Tomáš Krupa   | 6           | 6           |  |  |               |                  | 7                | Gilbert Schaller | 7             | 3 | 1 |              |               |              |              |              |  |
|  | Bora Celiscak | Bora Celiscak    | Bora Celiscak | 3           | 3           |  |  |               | Tomáš Krupa      | Tomáš Krupa      | 4                | 4             |   |   |              |               |              |              |              |  |
|  | 7             | Gilbert Schaller | 4             | 7           | 6           |  |  | 7             | Gilbert Schaller | Gilbert Schaller | 6                | 6             |   |   |              |               |              |              |              |  |
|  |               | Leoš Friedl      | 6             | 5           | 0           |  |  |               |                  |                  |                  |               |   |   |              |               |              |              |              |  |

### Sezione 2
|  | Primo turno   | Primo turno            | Primo turno        | Primo turno        | Primo turno |  |  | Secondo turno | Secondo turno      | Secondo turno      | Secondo turno | Secondo turno |   |   | Ultimo turno | Ultimo turno | Ultimo turno | Ultimo turno | Ultimo turno |  |
|  |               |                        |                    |                    |             |  |  |               |                    |                    |               |               |   |   |              |              |              |              |              |  |
|  |               | Borut Urh              | 5                  | 6                  | 6           |  |  |               |                    |                    |               |               |   |   |              |              |              |              |              |  |
|  | 2             | David Caballero Garcia | 7                  | 3                  | 2           |  |  | Borut Urh     | Borut Urh          | Borut Urh          | 7             | 6             |   |   |              |              |              |              |              |  |
|  | Goran Prpić   | Goran Prpić            | 6                  | 2                  | 6           |  |  | Goran Prpić   | Goran Prpić        | Goran Prpić        | 5             | 4             |   |   |              |              |              |              |              |  |
|  | Josip Dumanic | Josip Dumanic          | 4                  | 6                  | 3           |  |  |               |                    |                    |               |               |   |   | Borut Urh    | Borut Urh    | Borut Urh    | 6            | 6            |  |
|  | Adolf Musil   | Adolf Musil            | Adolf Musil        | 6                  | 6           |  |  |               |                    | Adolf Musil        | Adolf Musil   | Adolf Musil   | 4 | 4 |              |              |              |              |              |  |
|  | Lan Bale      | Lan Bale               | Lan Bale           | 2                  | 0           |  |  |               | Adolf Musil        | Adolf Musil        | 7             | 6             |   |   |              |              |              |              |              |  |
|  | 8             | Sergi Duran-Bernad     | Sergi Duran-Bernad | Sergi Duran-Bernad | W-O         |  |  | 8             | Sergi Duran-Bernad | Sergi Duran-Bernad | 5             | 3             |   |   |              |              |              |              |              |  |
|  |               | Horst Skoff            |                    |                    |             |  |  |               |                    |                    |               |               |   |   |              |              |              |              |              |  |

### Sezione 3
|  | Primo turno        | Primo turno            | Primo turno            | Primo turno | Primo turno |  |  | Secondo turno | Secondo turno          | Secondo turno          | Secondo turno   | Secondo turno   |   |   | Ultimo turno | Ultimo turno           | Ultimo turno           | Ultimo turno | Ultimo turno |  |
|  |                    |                        |                        |             |             |  |  |               |                        |                        |                 |                 |   |   |              |                        |                        |              |              |  |
|  | 3                  | Roberto Carretero-Diaz | Roberto Carretero-Diaz | 6           | 6           |  |  |               |                        |                        |                 |                 |   |   |              |                        |                        |              |              |  |
|  |                    | Carlos Martinez-Comet  | Carlos Martinez-Comet  | 1           | 4           |  |  | 3             | Roberto Carretero-Diaz | Roberto Carretero-Diaz | 6               | 6               |   |   |              |                        |                        |              |              |  |
|  | Marcos Roy-Girardi | Marcos Roy-Girardi     | Marcos Roy-Girardi     | 6           | 6           |  |  |               | Marcos Roy-Girardi     | Marcos Roy-Girardi     | 3               | 1               |   |   |              |                        |                        |              |              |  |
|  | Goran Orešić       | Goran Orešić           | Goran Orešić           | 4           | 2           |  |  |               |                        |                        |                 |                 |   |   | 3            | Roberto Carretero-Diaz | Roberto Carretero-Diaz | 3            | 4            |  |
|  | Carlos Gómez Díaz  | Carlos Gómez Díaz      | Carlos Gómez Díaz      | 6           | 6           |  |  |               |                        | 5                      | Stefano Cobolli | Stefano Cobolli | 6 | 6 |              |                        |                        |              |              |  |
|  | Kresimir Ritz      | Kresimir Ritz          | Kresimir Ritz          | 1           | 0           |  |  |               | Carlos Gómez Díaz      | Carlos Gómez Díaz      | 3               | 4               |   |   |              |                        |                        |              |              |  |
|  | 5                  | Stefano Cobolli        | Stefano Cobolli        | 6           | 6           |  |  | 5             | Stefano Cobolli        | Stefano Cobolli        | 6               | 6               |   |   |              |                        |                        |              |              |  |
|  |                    | Željko Krajan          | Željko Krajan          | 2           | 0           |  |  |               |                        |                        |                 |                 |   |   |              |                        |                        |              |              |  |

### Sezione 4
|  | Primo turno           | Primo turno            | Primo turno            | Primo turno | Primo turno |  |  | Secondo turno | Secondo turno          | Secondo turno          | Secondo turno | Secondo turno |   |   | Ultimo turno | Ultimo turno | Ultimo turno | Ultimo turno | Ultimo turno |  |
|  |                       |                        |                        |             |             |  |  |               |                        |                        |               |               |   |   |              |              |              |              |              |  |
|  | 4                     | Tomáš Catar            | 6                      | 6           | 6           |  |  |               |                        |                        |               |               |   |   |              |              |              |              |              |  |
|  |                       | Victor Sendin-Huelves  | 7                      | 4           | 1           |  |  | 4             | Tomáš Catar            | 1                      | 6             | 7             |   |   |              |              |              |              |              |  |
|  | Eduardo Nicolas-Espin | Eduardo Nicolas-Espin  | 6                      | 7           | 6           |  |  |               | Eduardo Nicolas-Espin  | 6                      | 4             | 5             |   |   |              |              |              |              |              |  |
|  | Luka Kutanjac         | Luka Kutanjac          | 7                      | 6           | 3           |  |  |               |                        |                        |               |               |   |   | 4            | Tomáš Catar  | Tomáš Catar  | 6            | 6            |  |
|  | Ivan Vajda            | Ivan Vajda             | Ivan Vajda             | 7           | 7           |  |  |               |                        |                        | Ivan Vajda    | Ivan Vajda    | 4 | 4 |              |              |              |              |              |  |
|  | Valentino Pest        | Valentino Pest         | Valentino Pest         | 6           | 6           |  |  |               | Ivan Vajda             | Ivan Vajda             | 7             | 6             |   |   |              |              |              |              |              |  |
|  | 6                     | German Puentes-Alcaniz | German Puentes-Alcaniz | 6           | 7           |  |  | 6             | German Puentes-Alcaniz | German Puentes-Alcaniz | 6             | 3             |   |   |              |              |              |              |              |  |
|  |                       | Ivan Cerović           | Ivan Cerović           | 0           | 5           |  |  |               |                        |                        |               |               |   |   |              |              |              |              |              |  |